# Генрих Эрнест цу Штольберг-Вернигероде
Генрих Эрнест цу Штольберг-Вернигероде (нем. Heinrich Ernst zu Stolberg-Wernigerode; 7 декабря 1716, Вернигероде — 24 октября 1778, Хальберштадт) — немецкий аристократ, политик, представитель графского рода Шторбергов из Гарца. Граф Вернигероде с 1771 года до своей смерти.

## Биография
Старший выживший сын графа Кристиана Эрнеста Штольберг-Вернигероде. Его мать, графиня София Шарлотта Лейнинген - Вестербургская, находилась под сильным влиянием пиетизма и воспитала сына в том же духе. Генрих Эрнест получил образование в университетах Галле и Гёттингена и уже в 1739 году стал каноником капитула собора в Хальберштадте; это назначение было подтверждено королем Пруссии Фридрихом II. В 1739 году королём Дании Кристианом VI был награждён Орденом Даннеброга  .
Отец привлекал его к управлению графством с юности и после 1742 года он постоянно посещал собрания палаты Вернигероде. Участвовал, например, в развитии торфяной промышленности в районе горы Броккен, в 1743 году основал там торфяной завод под названием Heinrichshöhe.
Был деканом и автором многих гимнов. Опубликовал несколько сборников стихов и песен.
Еще при жизни отца пополнил отдел гимнологии графской библиотеки, сам собрал и сочинил почти 400 гимнов. Он также поддерживал популярную поэтессу Анну Луизу Карш. 
После смерти отца 25 октября 1771 года 55-летний Генрих Эрнест принял на себя управление в графстве Вернигероде, где он продвигал наиболее набожные формы религиозной жизни.
Был женат на принцессе Кристиане Анне Агнессе из князей Ангальт-Кётен династии Асканиев, дочерью Августа Людвига цу Ангальт-Кётена.